# The Rock Across Australia
The Rock Across Australia (TRAA) is een compilatie van wekelijkse Christelijke hitlijsten. Hij is gebaseerd op de frequentie afgespeelde nummers in Australië. De eerste lijst dateert uit 15 februari 1999.